# Mikl
Mikl je priimek več znanih Slovencev:
- Ciril Mikl (1923 - 2012), ekonomist, univ. profesor (UM)
- Iva Curk - Mikl (1935 - 2013), arheologinja in konservatorka, prejemnica Steletove nagrade
- Karel Mikl (1895 - 1956), slovenski narodni delavec in politik na Koroškem